# Alumni AC
Alumni Athletic Club – argentyński klub piłkarski z siedzibą w Buenos Aires, rozwiązany w 1913 roku.

## Osiągnięcia
- Mistrz Argentyny (10): 1900, 1901, 1902, 1903, 1905, 1906, 1907, 1909, 1910, 1911
- Wicemistrz Argentyny (2): 1904, 1908

## Historia
W 1884 były nauczyciel szkoły Saint Andrews Alexander Watson Hutton założył szkołę o nazwie Buenos Aires English High School. 3 października 1891 przy szkole powstał klub piłkarski o takiej samej nazwie. Klub ten w 1893 wziął udział w drugich, a oficjalnie pierwszych w dziejach piłkarskich mistrzostwach Argentyny. Po zajęciu 4. miejsca drużyna straciła prawo gry w pierwszej lidze, po czym zmieniła nazwę na English High School. Klub pod nową nazwą uzyskał w 1894 awans do pierwszej ligi, jednak jeszcze w tym samym roku wielu jego zawodników przeniosło się do drużyny Lobos AC. W związku z tym w 1895 English High School zajął 5. miejsce i ponownie spadł z pierwszej ligi.
W 1898 nauczyciele oraz byli i aktualni uczniowie szkoły reaktywowali klub pod nazwą English High School Athletic Club. Kolejny awans do pierwszej ligi klub uzyskał w 1899. Klub, który dodatkowo wzmocniło wielu graczy, którzy przybyli z drużyn Lobos AC oraz Lanús AC, w 1900 zdobył tytuł mistrza Argentyny. Był to początek długiej serii sukcesów, w której w 12 sezonach zdobyto aż 10 tytułów mistrza i 2 tytuły wicemistrza Argentyny. Taka dominacja jednego klubu nigdy się już w futbolu argentyńskim nie powtórzyła.
W 1901 klub zmienił nazwę na Alumni Football Team, a w 1906 na Alumni Athletic Club. Gdy w 1912 znaczna część zawodników klubu Alumni AC przeniosła się do Quilmes AC, klub wycofał się z rozgrywek pierwszej ligi, a 24 kwietnia 1913 zakończył swą działalność.